# طال بارون
طال بارون (بالعبرية: טל בראון‏) هو لاعب شطرنج إسرائيلي، ولد في 7 أغسطس 1992 في تل أبيب في إسرائيل.

## وصلات خارجية
- طال بارون على موقع الاتحاد الدولي للشطرنج (الإنجليزية)
- طال بارون على موقع مباريات الشطرنج (الإنجليزية)
- طال بارون على موقع 365Chess.com (الإنجليزية)
- طال بارون على موقع Chesstempo.com (الإنجليزية)